# Heterogramma terminalis
Heterogramma terminalis är en fjärilsart som beskrevs av Herrich-Schäffer. Heterogramma terminalis ingår i släktet Heterogramma och familjen nattflyn. Inga underarter finns listade i Catalogue of Life.